# Parc Tähkä
Le parc Tähkä (finnois : Tähkäpuisto, suédois : Axparken) est un parc du quartier  Luolavuori à Turku en Finlande,,,.

## Présentation
Le parc est situé dans le quartier de Luolavuori le long de la rue Uudenmaantie, près du cimetière de Turku. La superficie du parc est de 7,7 hectares.
En plus d'autres plantations, le parc possède la plus grande roseraie de roses historiques de Finlande, le Rosarium,.
Environ 1 600 rosiers poussent dans la roseraie. Il existe environ 400 variétés différentes, dont certaines très rares,.
Le parc possède une riche sélection de différents conifères et arbres à feuilles caduques (37 pièces) et arbustes (110 pièces) ainsi que de plantes vivaces et d'herbes d'environ 90 variétés différentes. Il existe des panneaux sur les plantes vivaces et les herbes, à partir desquels on peut apprendre les noms finnois et scientifiques des plantes.
Le Tähkäpuisto compte une aire de jeux pour enfants et un parc à chiens. La forêt extérieure est bordée de pins.
En bordure du parc se trouve l'Église Saint-Henri de Turku, inaugurée en 1980. La congrégation organise des événements dans le parc, comme la manifestation hivernale et l'église du Rosaire en août.
Au mois d'août, les pasteurs marient les couples au milieu des rosiers du Tähkäpuisto,.

## Galerie

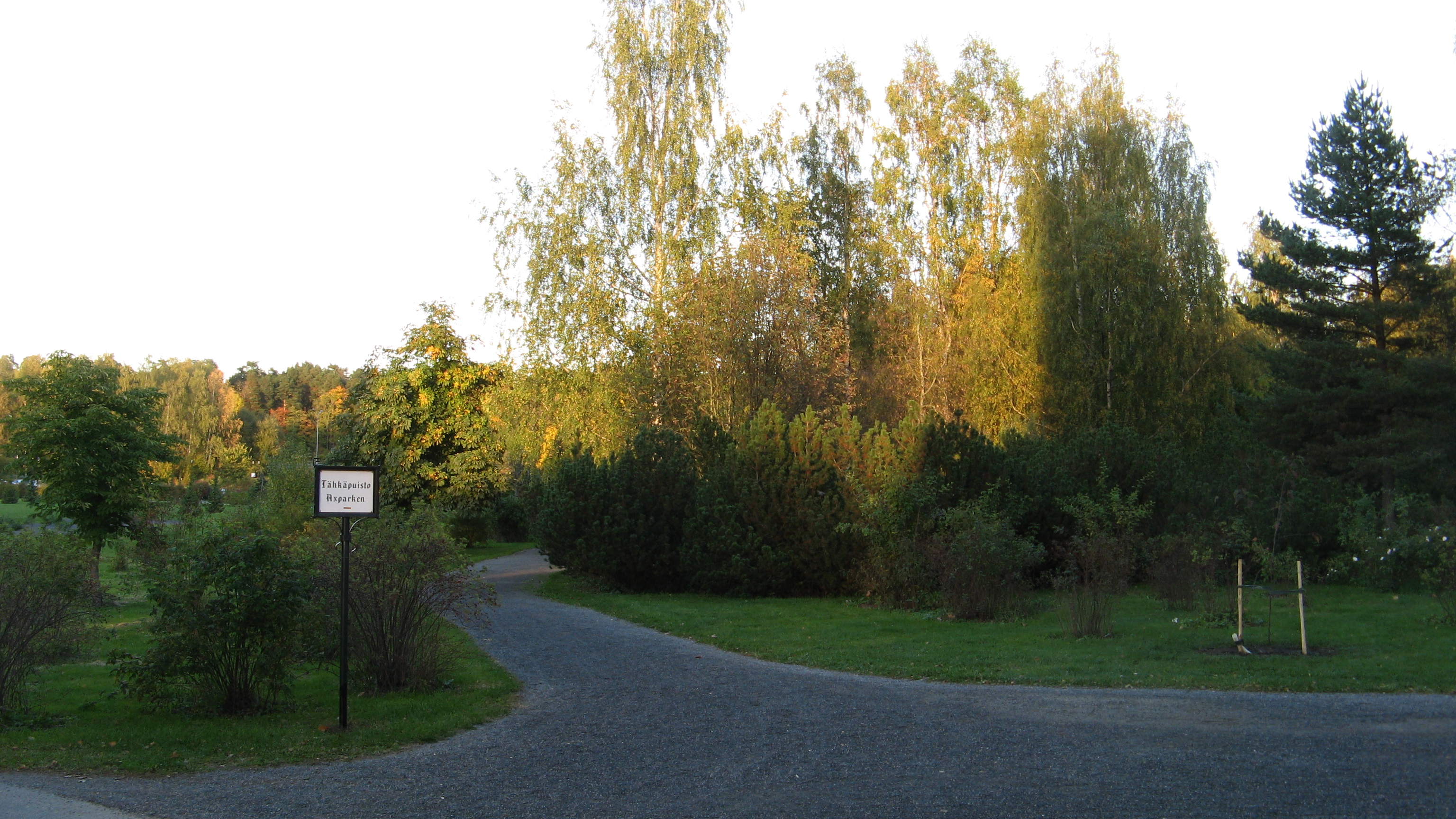
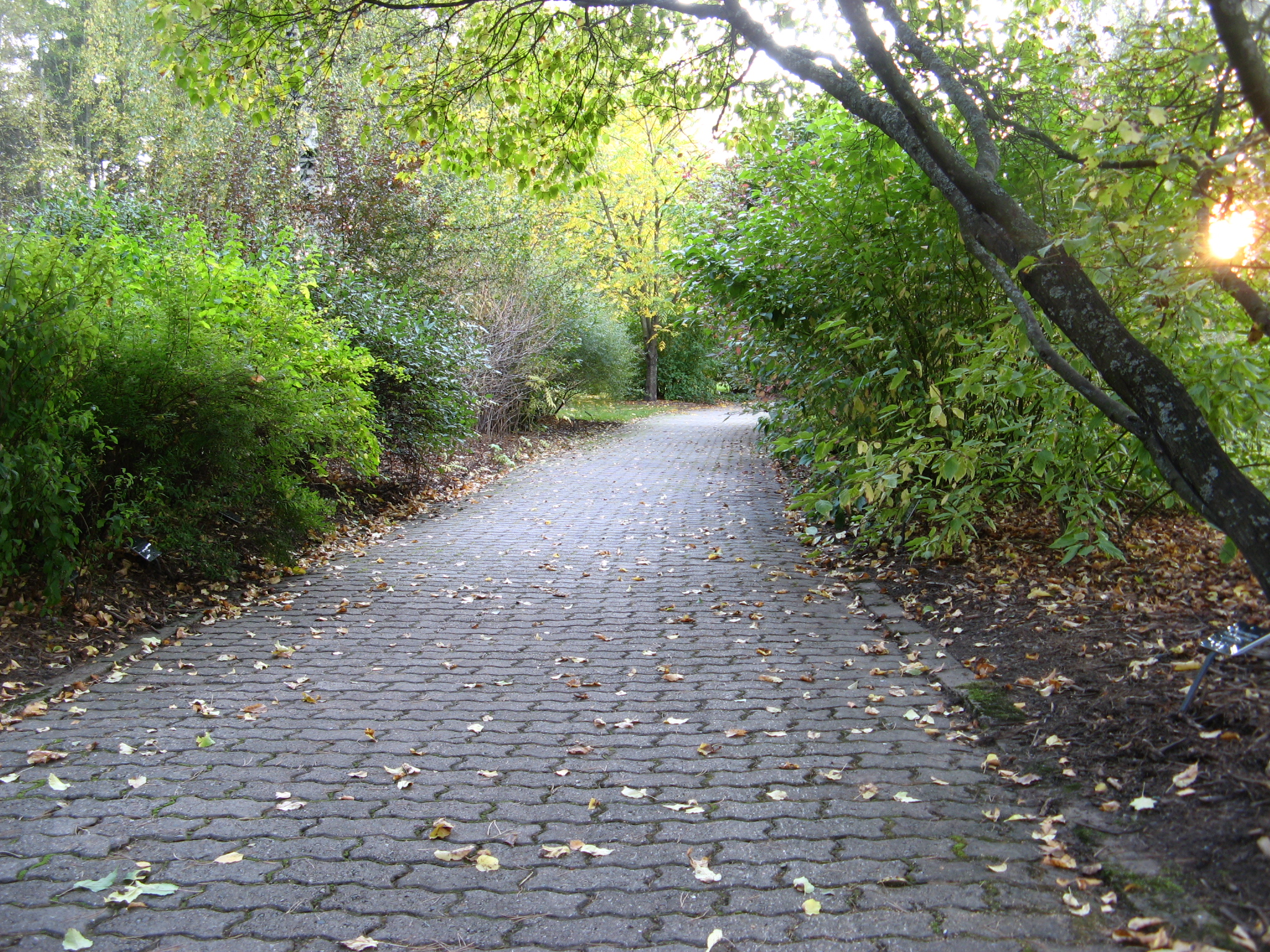
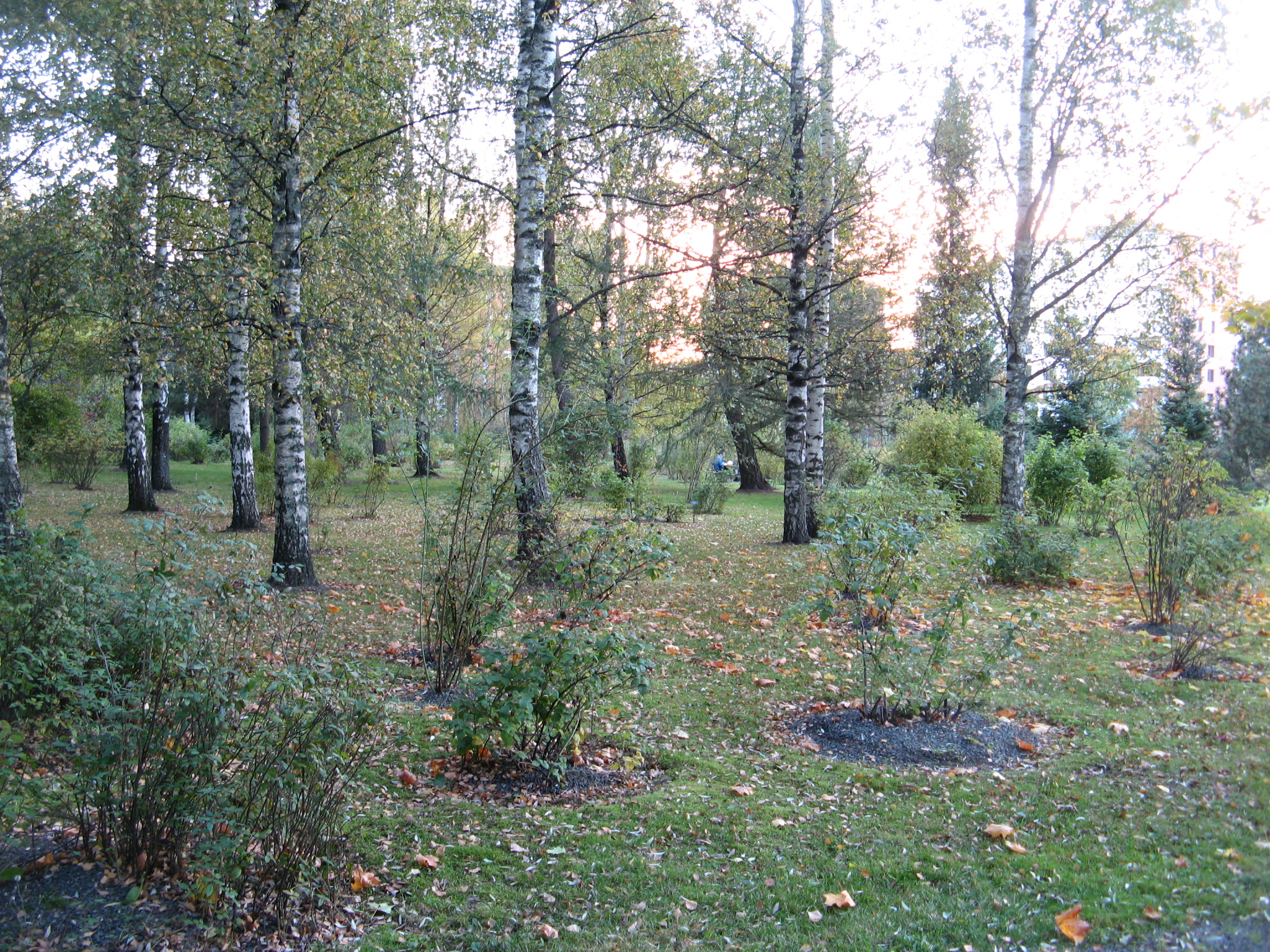

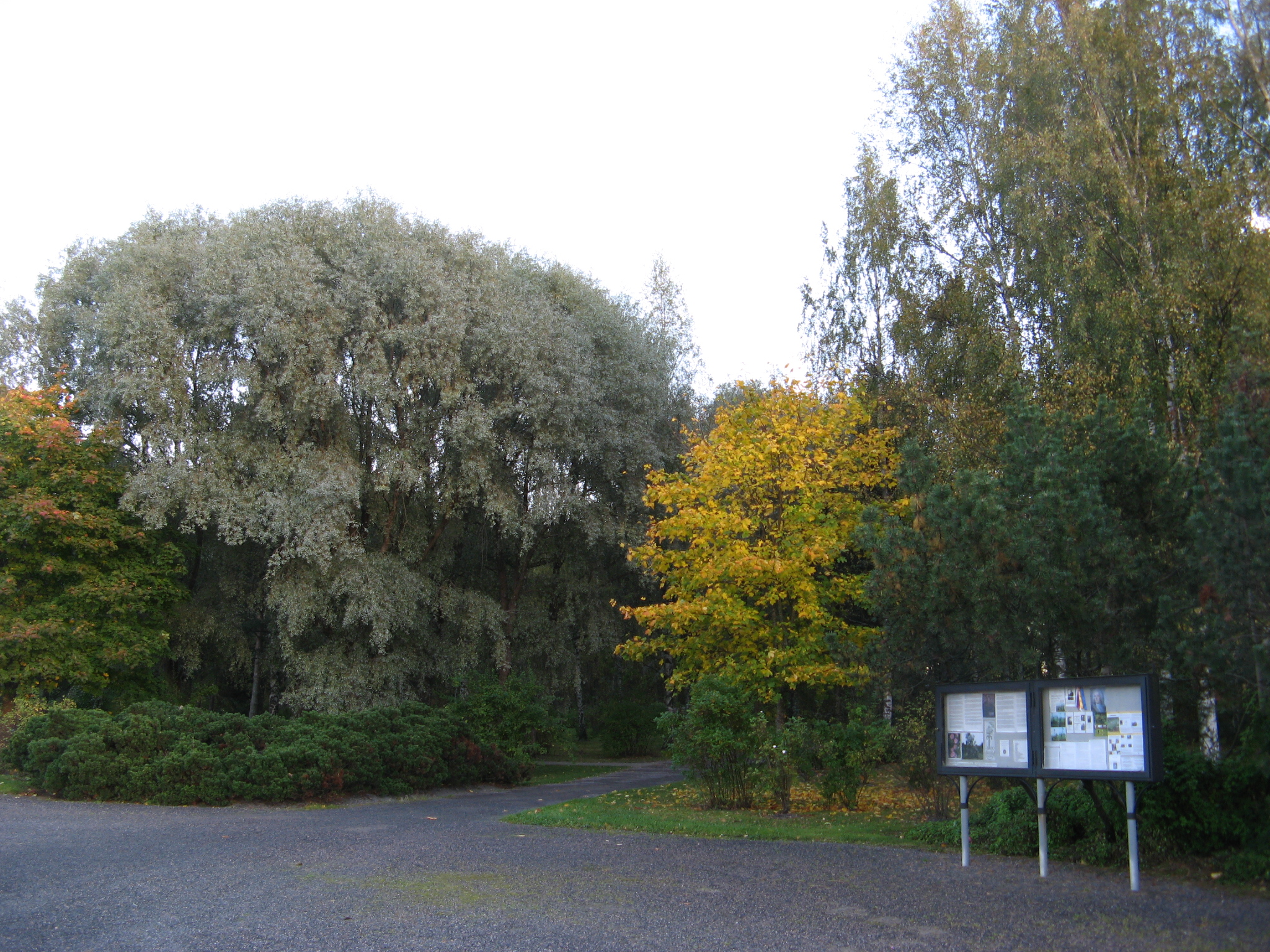
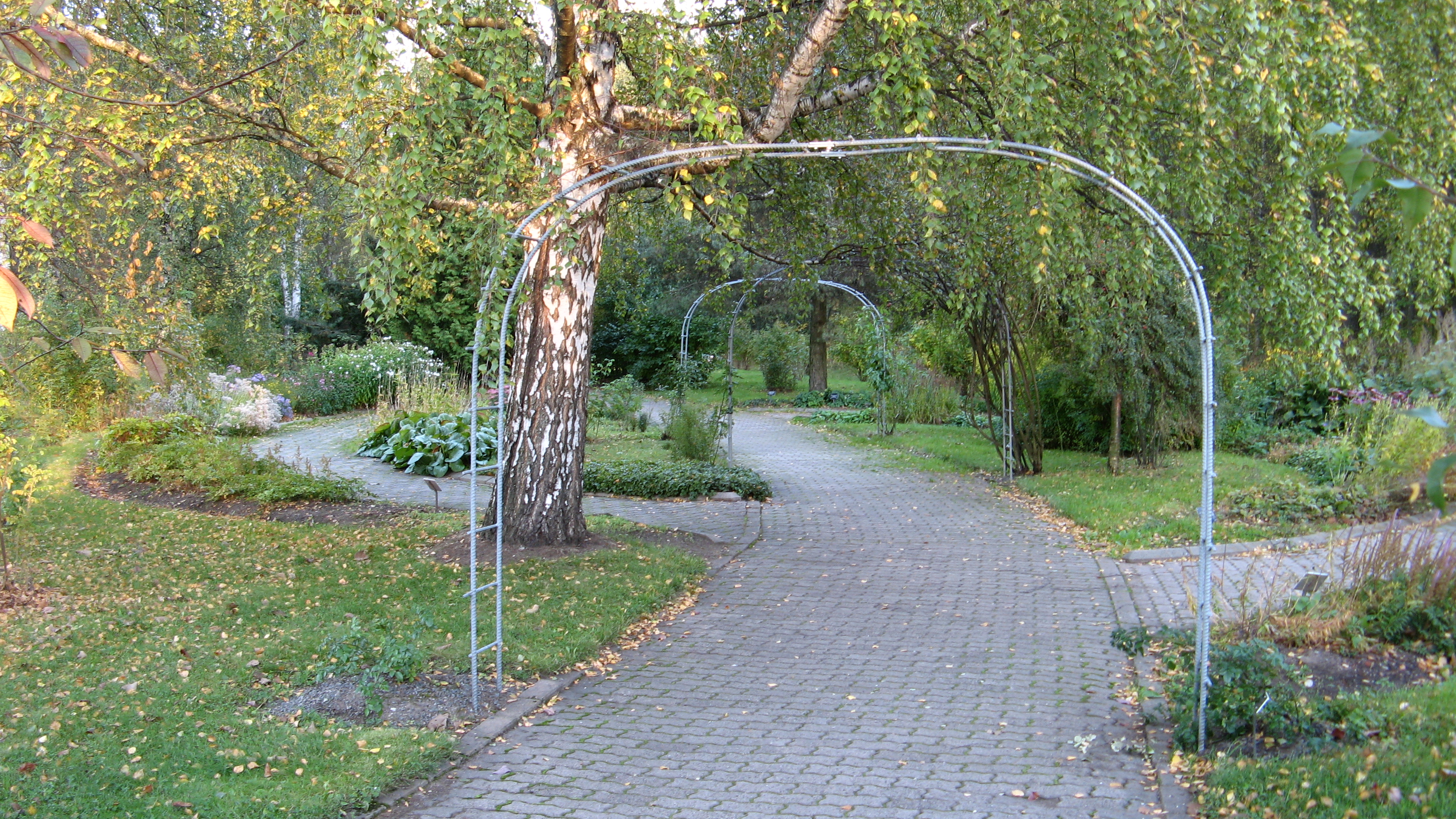
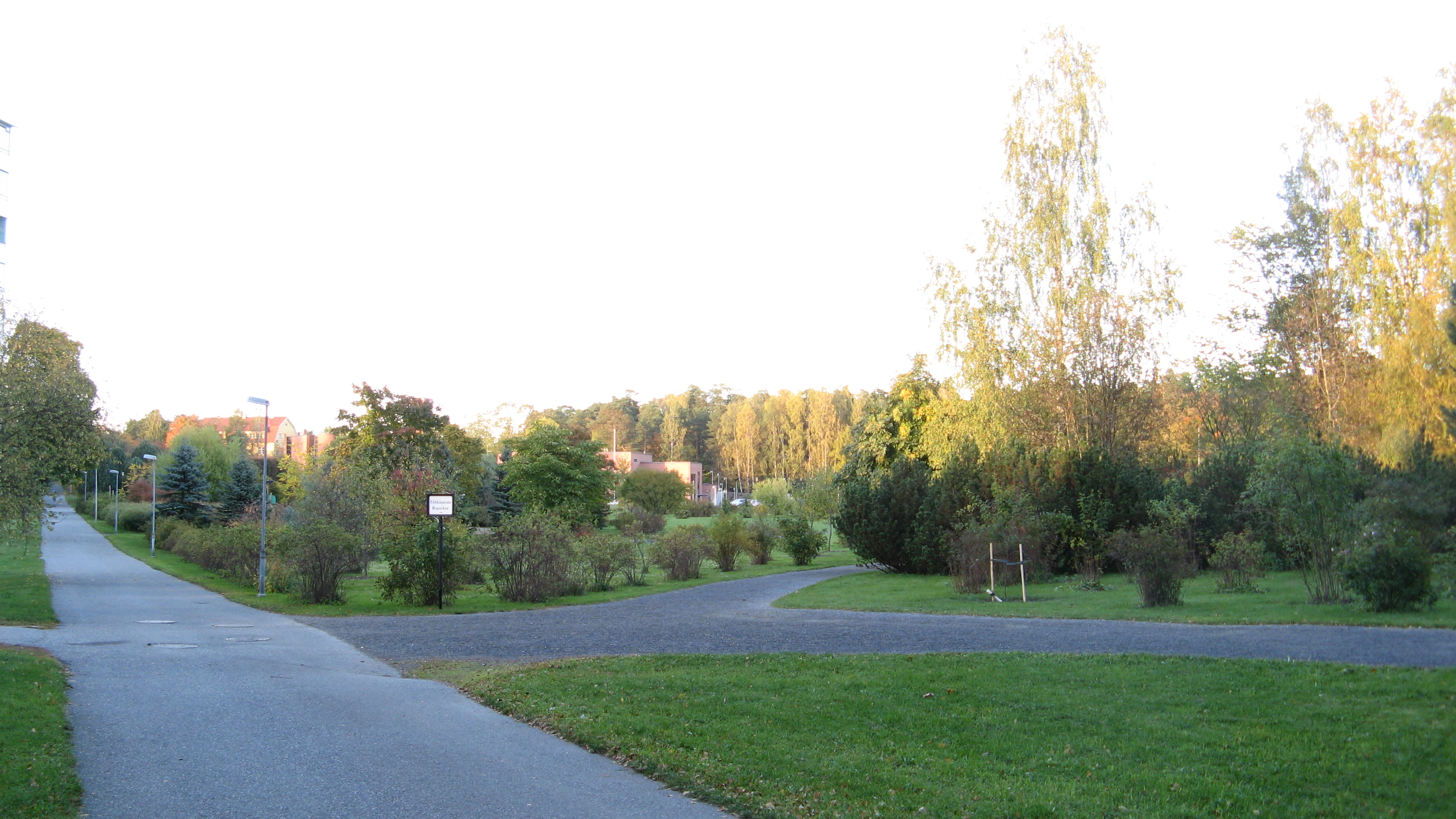